# 隆格倫格縣

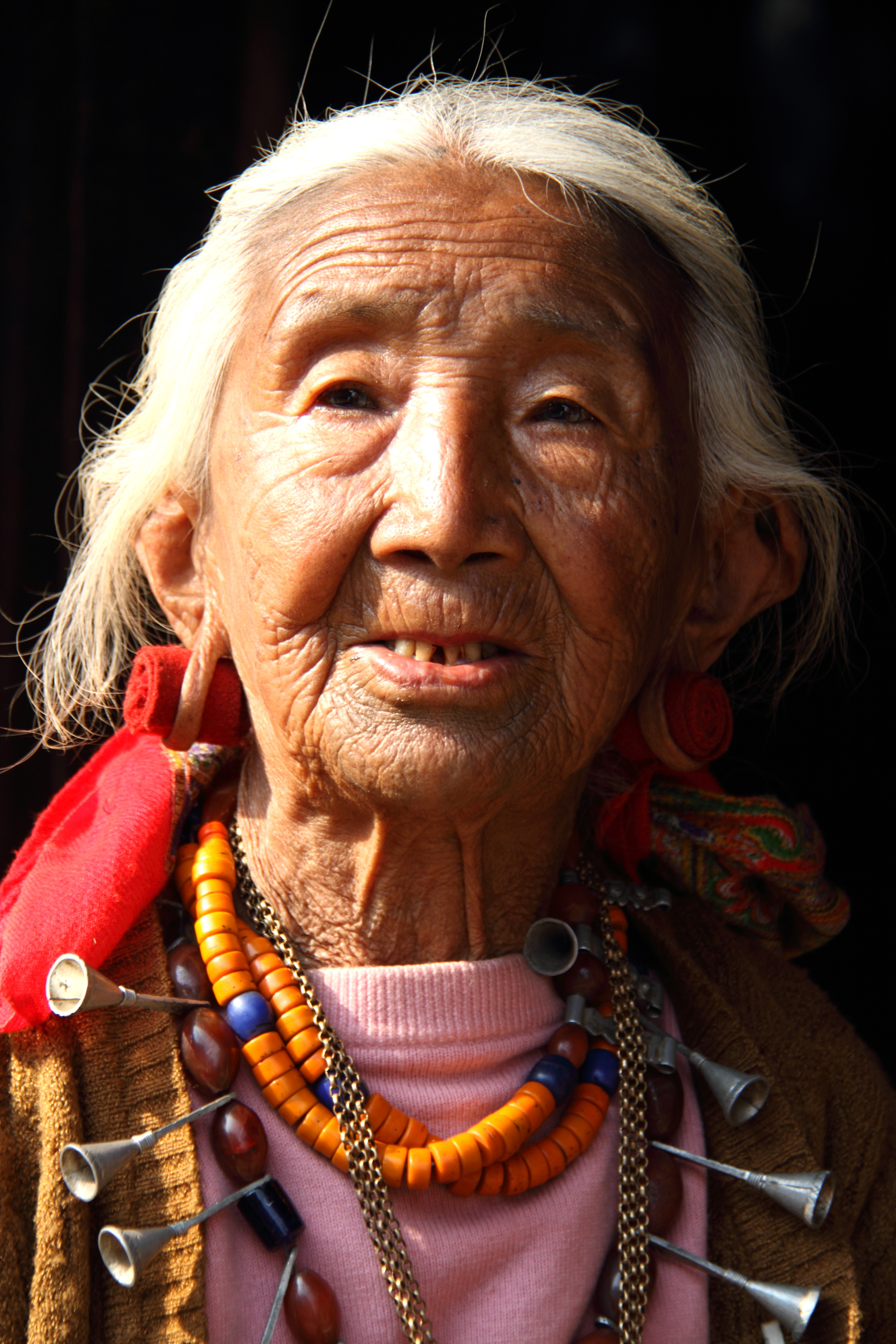

隆格倫格縣是印度的一個縣，位於該國東北部，由那加蘭邦負責管轄，面積885平方公里，海拔高度1,066米，2011年人口50,593，人口密度每平方公里57人。